# Fredericton-Sud
Circonscription électorale provinciale du Canada
Fredericton-Sud ((en) Fredericton South) est une ancienne circonscription électorale provinciale du Nouveau-Brunswick, au Canada. Elle est représentée à l'Assemblée législative de 2014 à 2024.

## Géographie
La circonscription comprend :
- le centre-ville et la partie sud de la ville de Fredericton, incluant l'Assemblée législative, l'Hôtel de ville, l'Université du Nouveau-Brunswick et l'Université Saint-Thomas.

## Liste des députés
| Législature                                                                            | Années    | Député | Député     | Parti |
| -------------------------------------------------------------------------------------- | --------- | ------ | ---------- | ----- |
| Fredericton-Sud Circonscription issue de Fredericton-Silverwood et Fredericton-Lincoln |           |        |            |       |
| 58e                                                                                    | 2014-2018 |        | David Coon | Vert  |
| 59e                                                                                    | 2018-2020 |        | David Coon | Vert  |
| 60e                                                                                    | 2020-2024 |        | David Coon | Vert  |
| Redistribué dans Fredericton-Sud-Silverwood                                            |           |        |            |       |